# Ionenquelle
Eine Ionenquelle, auch Ionenkanone, dient der Erzeugung von Ionen.

## Ionisationsarten

### Elektronenionisation

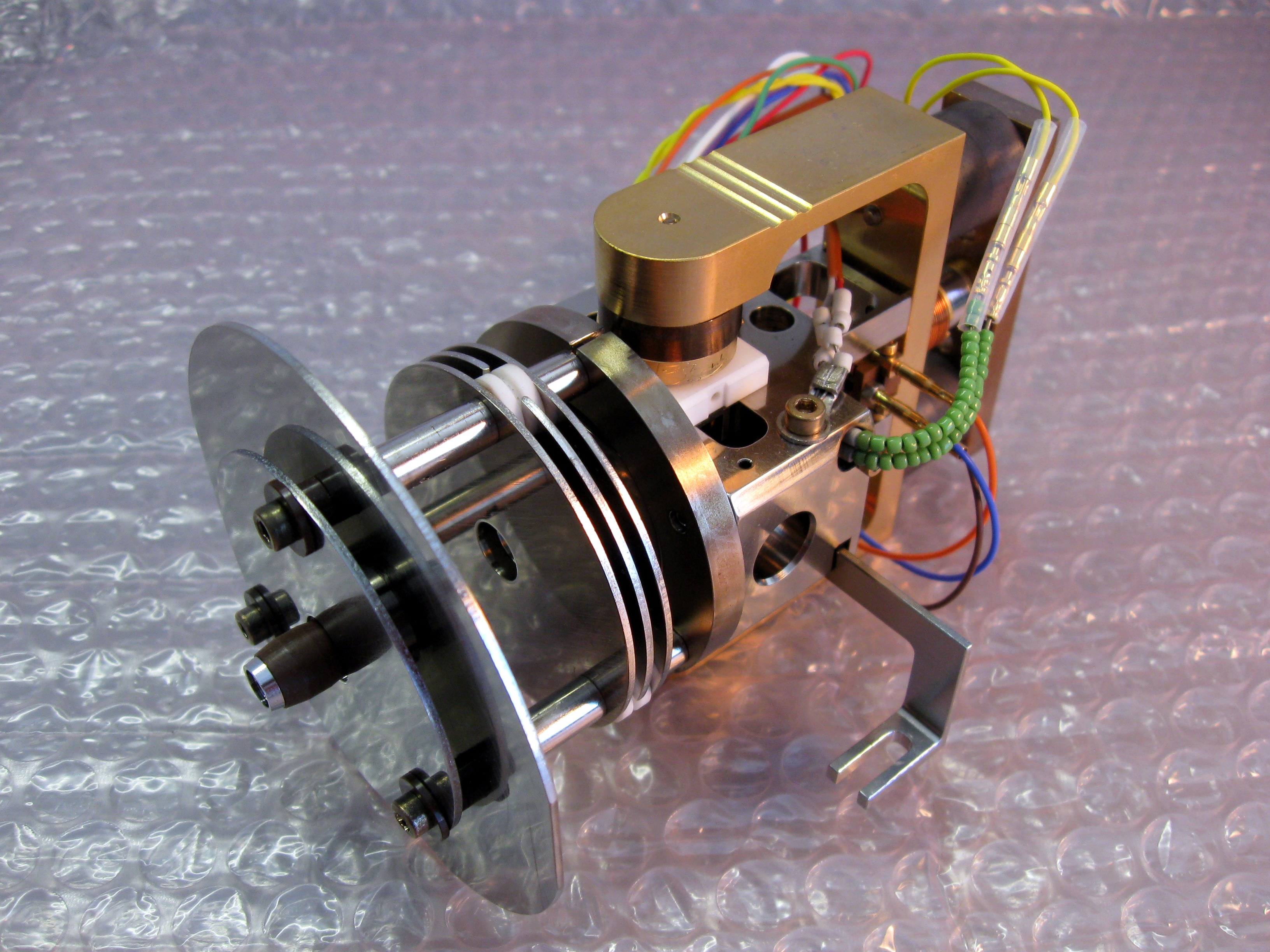
Ionenquelle eines Massenspektrometers, geeignet für Elektronionisation und Chemische Ionisation

Elektronenionisation (EI, engl. electron ionization)Die Ionisation mit Elektronen ist die meistgenutzte Ionisationsmethode. Dabei werden Elektronen aus einem Glühfaden (Filament) durch ein elektrisches Feld beschleunigt und durch die zu ionisierenden Moleküle geschickt. Die Beschleunigungsspannung beträgt dabei 5 bis 200 Volt (typischerweise 70 V, bei denen der Ionisationsquerschnitt für die meisten Moleküle maximal ist). Beim Stoß der Elektronen mit den Molekülen wird ein weiteres Elektron herausgeschlagen, es entsteht ein Radikalkation. Dieses ist meistens instabil und zerfällt in kleinere Massenfragmente, von denen mindestens eines geladen bleibt. Falls das Molekül bereits ein Radikal war, ist das Produkt meist stabil. Die geladenen Teilchen werden vor der Auftrennung in einem weiteren elektrischen Feld, das durch eine Spannung von einigen tausend Volt erzeugt wird, beschleunigt und fokussiert. Die Größen und Häufigkeiten der Fragmente sind bei gegebener Beschleunigungsspannung der Elektronen für eine Substanz in Datenbanken katalogisiert und können zur Identifizierung herangezogen werden.
Chemische Ionisation (CI)Bei der chemischen Ionisation wird ein Gas zugeführt, das durch Elektronenionisation angeregt bzw. ionisiert wird. Als Reaktionsgase werden Stickstoff, Edelgase oder Kohlenwasserstoffe mit bis zu fünf Kohlenstoffatomen benutzt. Die aus dem Gas gebildeten Ionen reagieren dann mit dem Analyten und ionisieren ihn. Der Fragmentierungsgrad ist geringer als bei der Elektronenionisation. Diese Methode wird auch häufig in Kopplung mit einem Gaschromatographen angewendet. Wegen der geringen Fragmentierung eignet sich die chemische Ionisation beispielsweise in der biochemischen Analytik zur Sequenzbestimmung von Peptiden oder zum Nachweis von Arzneimitteln.
Sanfte IonisationBei der sanften Ionisation werden Gase mit geringer Ionisationsenergie von 10 bis 14 eV  zur Ionisation der Probengase verwendet (z. B. Xenon, Argon oder Quecksilber). Dazu wird eine Ionenwolke des Ionisationsgases mittels Elektronenbeschusses erzeugt. Durch eine Auswahl über Vorfelder erreichen nur einfach ionisierte Atome des Ionisationsgases das zu ionisierende Probengas. Eine Fragmentierung der Moleküle des Probengases wird dadurch nahezu ganz unterbunden. Da sich zudem unterschiedliche Gase mit gleicher Massenzahl von den Ionisierungsgasen verschieden ionisieren lassen, ist eine Differenzierung von Isomeren durch analytische Vergleiche möglich.

### Feldionisationsmethoden
Feldionisation (FI)Bei der Feldionisation werden Moleküle in einem elektrischen Feld mit einer hohen Feldstärke ionisiert. Hohe Feldstärken lassen sich erreichen, indem die Anode aus einem Metalldraht mit einer Spitze besteht oder besser, indem der Metalldraht mit zahlreichen Spitzen (Mikronadeln aus Graphitdentriten) versehen ist. Zwischen der Anode und der Kathode als Gegenelektrode liegt eine Spannung von einigen tausend Volt an. Die Probe wird im gasförmigen Zustand zugeführt. Die Ionisation findet sowohl im Raum zwischen den Elektroden als auch an der Oberfläche der Anode statt. Bei dieser Methode werden die Moleküle nur wenig fragmentiert. Hierdurch lassen sich auch gut Gemische untersuchen. Ein Beispiel ist die Untersuchung von Pyrolyseprodukten hochmolekularer Substanzen.
Felddesorption (FD)Die Felddesorption unterscheidet sich vom grundsätzlichen Aufbau her nicht von der Feldionisation. Der Unterschied besteht darin, dass ein fester oder flüssiger Analyt vorher auf der Emitteroberfläche (Anode) adsorbiert wird. Damit entfällt ein separater Verdampfungsprozess. Die Ionisierung erfolgt hierbei durch feldinduzierte Oberflächenreaktionen. Wegen der schonenden Ionisierung eignet sich diese Methode zur Analyse schwer flüchtiger oder thermisch labiler Substanzen beispielsweise aus der Naturstoffchemie. Außerdem lassen sich gut Gemische und auch anorganische Salze untersuchen.
Liquid Injection Field Desorption Ionization (LIFDI)Bei der LIFDI wird durch den Druckunterschied zwischen Normaldruck und Vakuum ein flüssiger Analyt über eine Kapillare direkt auf den Graphitdendriten gespritzt und dort in einem hohen elektronischen Feld wie bei FI sehr schonend ionisiert. Da die Zuführung des Analyt durch eine Kapillare erfolgt, ist diese Methode speziell für das Analysieren von luftempfindlichen Substanzen geeignet.

### Teilchenbeschussmethoden
Flüssigkeiten und Feststoffe können mit schnellen Atomen oder Ionen beschossen werden, worauf sich Ionen lösen. Kommen Atome zum Einsatz, heißt die Methode FAB (engl. Fast Atom Bombardment, Schneller Atombeschuss), bei Ionen SIMS (engl. secondary ion mass spectrometry, Sekundärionen-Massenspektrometrie). Neben den Sekundärionen werden auch ungeladene Teilchen (Sekundärneutralteilchen) erzeugt. Wenn diese zum Beispiel mit Laserlicht nachionisiert und dann analysiert werden, spricht man von Sekundär-Neutralteilchen-Massenspektrometrie (SNMS). Geräte, die eine räumliche Auflösung kleiner als 50 Nanometer ermöglichen werden NanoSIMS genannt. Diese Methoden werden u. a. in der Oberflächenchemie eingesetzt.

### Sprühmethoden
Elektrospray-IonisationBei der Elektrospray-Ionisation (ESI) werden Lösungen geladener oder polarer Substanzen versprüht, ionisiert und die Tröpfchen dann getrocknet, so dass Ionen des Analyten zurückbleiben. Diese Methode ist besonders geeignet für größere Moleküle, wie beispielsweise Proteine.
Atmospheric Pressure Chemical IonizationDie chemische Ionisation unter Atmosphärendruck (engl. Atmospheric Pressure Chemical Ionization, APCI) funktioniert ähnlich wie ESI, nur dass die Lösung des Analyten vor der Ionisation verdampft wird. Die Lösemittelmoleküle werden an einer spitzen Elektrode bei Atmosphärendruck ionisiert. Die Methode ist auch für weniger polare Analyten geeignet.

### Photoionisationsmethoden
Ein-Photonen-IonisationBei der Ein-Photonen-Ionisation (engl. Single Photon Ionization, SPI) wird die Ionisationsenergie durch ein einzelnes Photon überwunden, dessen Wellenlänge im Vakuum-Ultraviolett-Bereich (VUV) liegt. Diese hochenergetischen Photonen können entweder als Synchrotronstrahlung oder mit Entladungslampen erzeugt werden. Ein weit verbreiteter Spezialfall ist die Atmosphärendruck-Photoionisation (engl. Atmospheric Pressure Photo Ionization, APPI).
Resonanzverstärkte MehrphotonenionisationDie resonanzverstärkte Mehrphotonenionisation (engl. Resonance Enhanced Multi Photon Ionization, REMPI) basiert auf der nahezu gleichzeitigen Absorption mehrerer ultravioletter Photonen, die mittels eines Lasers erzeugt werden, deren Gesamtenergie oberhalb der Ionisationsenergie des zu ionisierenden Moleküls liegt. Auch zu dieser Ionisationsmethode existiert eine Atmosphärendruckvariante die Atmosphärendruck-Laserionisation (engl. Atmospheric Pressure Laser Ionization, APLI).
Die beiden Photoionisationsmethoden unter Atmosphärendruck werden hauptsächlich bei der Kopplung von Massenspektrometern mit LC-Systemen verwendet. Der Eluent wird zunächst verdampft und anschließend durch Photonen ionisiert. Dabei werden die Photonen senkrecht zum Molekülstrahl ausgesandt.
Matrix-unterstützte Laser-Desorption/IonisationBei der Matrix-unterstützten Laser-Desorption/Ionisation (MALDI) wird der Analyt mit einem großen Überschuss einer Matrix genannten Substanz gemischt und cokristallisiert (Einbindung des Analyten in die kristalline Matrix). Die Matrix hat die Eigenschaft, beim Beschuss mit einem Laser bestimmter Wellenlänge Energie zu absorbieren (zum Beispiel Stickstofflaser 337 nm). Durch den Beschuss mit dem Laser wird der intakte Analyt verdampft, an den ein von der Matrix bereitgestellter Ladungsträger, z. B. ein Proton, gebunden ist.

### Weitere Methoden
- Thermische Ionisation (TIMS, thermische Ionisationsmassenspektrometrie) wird in der Festkörpermassenspektrometrie eingesetzt. Dabei wird die Probe (Probenmenge je nach Stoff ng bis µg) zum Beispiel auf ein Wolframfilament aufgebracht. Durch das Filament wird Strom geschickt, wobei es sich erhitzt und die aufgebrachte Probe verdampft. Ein Teil der abgedampften Atome wird dabei ionisiert, weil die kinetische Energie der Atome so hoch ist, dass sie sich durch Stöße gegenseitig ionisieren können.[2]
- Ein induktiv gekoppeltes Plasma (engl. inductively coupled plasma, ICP) bricht die meisten Verbindungen in ihre Elemente auf und es entstehen vorwiegend einfach positiv geladene Ionen. Diese Methode wird daher vor allem bei der Massenspektrometrie mit induktiv gekoppeltem Plasma in der anorganischen Elementanalytik und Spurenanalytik eingesetzt.
- Bei der Ionisation durch Glimmentladung (engl. glow discharge ionization, GDI) wird die Probe durch ein durch einen Lichtbogen erzeugtes Plasma ionisiert.

## Anwendung
Die erzeugten Ionen können z. B. in Teilchenbeschleunigern beschleunigt werden. Ihre Masse kann in einem Massenspektrometer bestimmt und die Zusammensetzung der untersuchten Probe analysiert werden. Der erzeugte Ionenstrahl kann aber auch direkt zur Dotierung von Halbleitern durch Ionenimplantation benutzt werden oder beispielsweise in einer Ionenfeinstrahlanlage eingesetzt werden. Außerdem werden derartige Teilchenbeschleuniger auch als Ionenantrieb für Raumfahrzeuge verwendet.
Bestimmend für die Anforderungen an eine Ionenquelle sind:
- die Arten der zu ionisierenden Atome oder Moleküle
- die gewünschten Ladungszustände
- Zulässigkeit oder gar Wunsch nach Fragmentation von Molekülen
- gewünschter Ionenstrom
- Energieverteilung der Ionen.

Für einige Anwendungen reicht die Ausgangsenergie einer Ionenquelle aus und der Ionenstrahl kann direkt verwendet werden. Andere Anwendungsgebiete, speziell die Kern- und Teilchenphysik erfordern höhere Energien, für die die Ionen in einem Teilchenbeschleuniger nachbeschleunigt werden müssen.

## Bauformen
Beispiele für Bauformen von Ionenquellen sind:
- Duoplasmatron (Plasmatron mit zwei Kammern)
- Elektron-Zyklotron-Resonanz-Ionenquelle (EZR-Ionenquelle)
- Elektronenstrahl-Ionenquelle (EBIS, EBIT, siehe Electron Beam Ion Trap)
- Kapillaritron (Kapillarenanode mit Extraktionskathode)
- Mikrowellen-Ionenquelle, zum Beispiel mit einem Magnetron
- Penning-Ionenquelle für Teilchenbeschleuniger (gleiches Prinzip wie Penning-Vakuummeter)
- Sputter-Ionenquelle, insbesondere geeignet zur Erzeugung negativ geladener Ionen für Tandembeschleuniger